# Bandera de Guyana
La bandera de Guyana, conocida como La punta de flecha dorada (en inglés: The Golden Arrowhead), fue aprobada el 26 de mayo de 1966. Fue diseñada por Whitney Smith, un estadounidense conocido por sus estudios centrados en el simbolismo de las banderas. El diseño original no incluía los bordes negro y blanco que fueron incorporados por el Colegio Heráldico del Reino Unido. El color verde representa a la agricultura y los bosques. El blanco simboliza los ríos y el agua. El oro (amarillo) refleja la riqueza mineral del país. El negro representa la capacidad de resistencia, y el rojo el ardor y el dinamismo.

## Otras banderas

Pabellón de Guyana, el mismo diseño que su bandera, pero en proporciones 1:2.
Bandera de la Guyana Británica, de 1875 a 1906.
Bandera de la Guyana Británica, de 1906 a 1919.
Bandera de la Guyana Británica, de 1919 a 1955.
Bandera de la Guyana Británica, de 1954 a 1966.
Estandarte del Presidente de la República Cooperativa de Guyana (1970-1980) y (2015-presente)
Estandarte del Presidente de la República Cooperativa de Guyana (1980-1985)
Estandarte del Presidente de la República Cooperativa de Guyana (1985-1992)
Estandarte del Presidente de la República Cooperativa de Guyana (1992-1997)

## Servicios Conjuntos

Bandera de la Fuerza de Defensa de Guyana
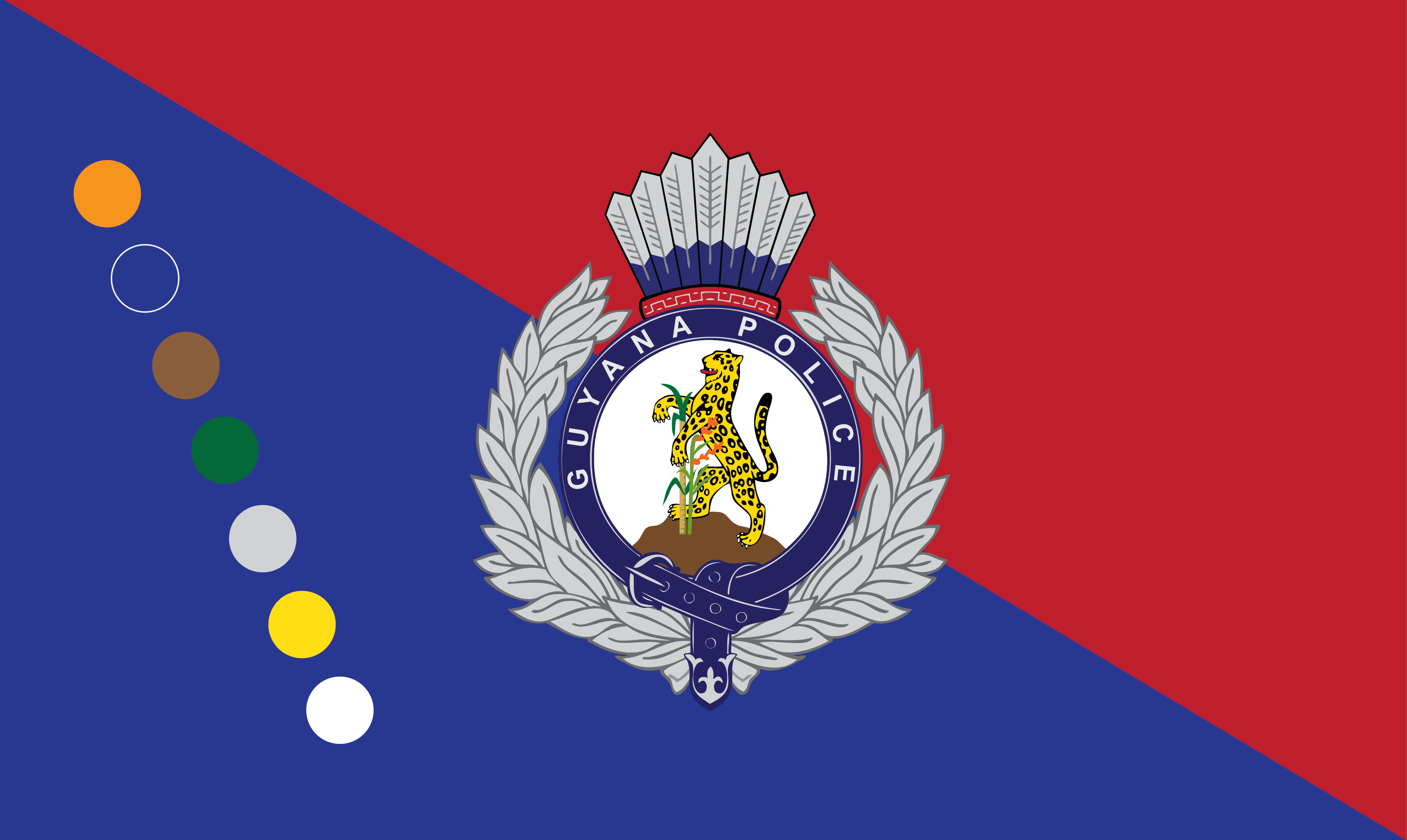
Bandera de la Fuerza de Policía de Guyana
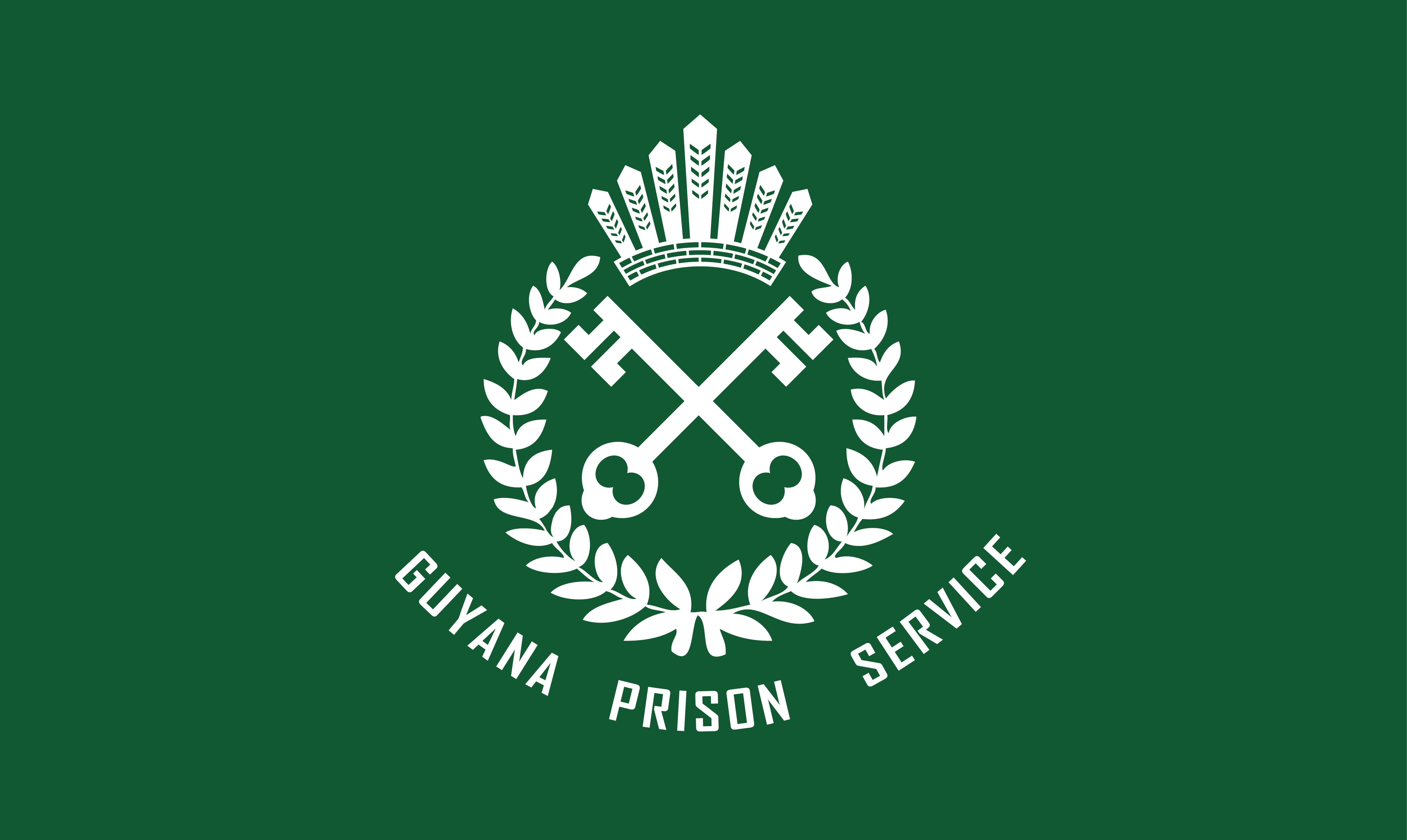
Bandera del Servicio Penitenciario de Guyana